# 加拿大聯邦政府架構
以下概述加拿大聯邦政府架構。
粗體字意味著加拿大內閣部會、局、秘書處、及辦事處，與相關的問責內閣部長職位在旁。

## 聯邦行政機關
- 加拿大皇室
  - 加拿大國王 -- 查爾斯三世
  - 加拿大總督

## 各聯邦政府部會及輔屬組織
以下為加拿大政府部會及輔屬組織：
- 加拿大樞密院 -- 加拿大總理
  - 跨政府事務秘書處（英语：Intergovernmental Affairs Secretariat (Canada)） -- 跨政府事務及少青年事務部長（英语：Minister of Intergovernmental Affairs and Youth (Canada)）。
  - 加拿大下議院執政黨首席議員辦事處 -- 下議院執政黨首席議員
  - 民主制度部長辦公室 -- 民主制度部長（英语：Minister of Democratic Institutions）
- 政府財政委員會秘書處 -- 政府財政委員會主席（英语：President of the Treasury Board (Canada)）
  - 加拿大公共服務學院（英语：Canada School of Public Service）
  - Info Source公開資料庫（英语：Info Source）
- 官方與原住民關係及北方事務部 -- 官方與原住民關係部長、北方事務部長
  - 加拿大北極事務委員會
  - 美蒂斯及印地安人事務對話人（英语：Federal Interlocutor for Métis and Non-Status Indians）
  - 加拿大因紐特人關係秘書處（英语：Inuit Relations Secretariat）
- 加拿大農業及農業食品部 -- 農業及農業食品部長
  - 農業合作社秘書處（英语：Cooperatives Secretariat）
  - 加拿大農產促進局（英语：National Farm Products Council）
- 加拿大文化遺產部 -- 文化遺產部長
  - Sport Canada（英语：Sport Canada） -- 體育事務及殘障人士事務部長（英语：Minister of Sport and Persons with Disabilities）
  - 婦女地位部長（英语：Minister of Status of Women）
  - 加拿大圖書及檔案館（英语：Library and Archives Canada）
  - 加拿大種族關係基金會
  - 國家首都委員會
  - 加拿大君主官方秘書（英语：Canadian Secretary to the Queen）
- 加拿大國際發展局 -- 國際發展事務部長（英语：Minister of International Development (Canada)）
- 加拿大就業及社會發展部 -- 家庭﹑兒童及社會發展部部長
  - 各聯邦政府服務中心（英语：Service Canada）
  - 各聯邦政府青少年服務中心（英语：Service Canada Centres for Youth）
  - 加拿大學生貸款（英语：Canada Student Loans）計劃
  - 就業保險計劃
  - 加拿大退休金計劃（英语：Canada Pension Plan）
  - 季節性農業工作者計劃（英语：Seasonal Agricultural Workers Program）
  - 加拿大社會保險號碼（英语：Social Insurance Number）
  - 聯邦勞資調解服務（英语：Federal Mediation and Conciliation Service (Canada)）
  - 加拿大按揭及屋宇公司（英语：Canada Mortgage and Housing Corporation）
  - 加拿大勞工計劃 -- 就業﹑勞動力及勞工部長
- 加拿大環境及氣候變化事務部 -- 環境及氣候變化部長
  - 加拿大氣象局
- 加拿大財政部 -- 財政部長
  - 金融機構監督辦公室（英语：Office of the Superintendent of Financial Institutions）
- 加拿大漁業﹑海洋及海岸防衛部 -- 漁業﹑海洋及海岸防衛部長
  - 加拿大海岸防衛隊
- 加拿大國際事務部
  - 加拿大外交部長
  - 加拿大國際貿易部長（英语：Minister of International Trade (Canada)）
- 加拿大衛生部 -- 衛生部長
  - 除害劑監理局（英语：Pest Management Regulatory Agency）
  - 加拿大公共衞生局
  - 職業危險品標籤（英语：Workplace Hazardous Materials Information System）資訊系統辦公室
- 加拿大移民、難民及公民部 -- 移民、難民及公民部長
  - 加拿大移民及難民審裁委員會
- 加拿大基建及社區事務部（英语：Infrastructure Canada） -- 基建及社區事務部長
  - 溫莎-底特律大橋管理局（英语：Windsor-Detroit Bridge Authority）
  - 多倫多海濱活化公司（英语：Waterfront Toronto）
- 加拿大創新﹑科學及經濟發展部 -- 創新﹑科學及經濟發展部長
  - 加拿大知識產權辦公室（英语：Canadian Intellectual Property Office）
  - 加拿大太空總署
  - 加拿大旅遊事務署（英语：Canada Tourism Commission）
  - 加拿大通訊研究中心（英语：Communications Research Centre Canada）
  - 加拿大公平競爭局（英语：The Competition Bureau）
  - 聯邦北安大略經濟發展項目計劃（英语：Federal Economic Development Initiative for Northern Ontario）
  - 加拿大大西洋地區商機局
  - 魁北克地區經濟發展局
  - 西部經濟多元化部
  - 聯邦南安大略經濟發展局（英语：Federal Economic Development Agency for Southern Ontario）
  - 加拿大北部經濟發展局（英语：Canadian Northern Economic Development Agency）
  - 加拿大計量局（英语：Measurement Canada）
  - 破產監督辦公室（英语：Superintendent of Bankruptcy）
  - 消費者事務辦公室（英语：Office of Consumer Affairs (Canada)）
  - 科學部長辦公室 -- 科學部長（英语：Minister of Science (Canada)）
  - 小型企業和旅遊部長辦公室 -- 小型企業和旅遊部長（英语：Minister of Small Business and Tourism）
- 加拿大司法部 -- 司法部長兼檢察總長
- 加拿大國防部長
  - 加拿大國防部
  - 加拿大軍隊 [note 1]
  - 國防部法律顧問辦公室
  - 全國搜索及搶救活動秘書處（英语：National Search and Rescue Secretariat）
  - 加拿大國防研究發展局（英语：Defence Research and Development Canada）
  - 加拿大青年訓練組織（英语：Canadian Cadet Organizations）及加拿大巡邏遊兵（英语：Canadian Rangers）少年團
  - 投訴憲兵監察署（英语：Military Police Complaints Commission）
- 加拿大自然資源部 -- 自然資源部長
  - 加拿大林務處（英语：Canadian Forest Service）
  - 加拿大北部油管局（英语：Northern Pipeline Agency Canada）
- 加拿大公共安全部 -- 公共安全部長
  - 加拿大邊境服務局
  - 加拿大安全情報局
  - 加拿大懲教署（英语：Correctional Service of Canada）
  - 加拿大假釋委員會（英语：Parole Board of Canada）
  - 皇家加拿大騎警
- 加拿大公共服務及採購部 -- 公共服務及採購部長
  - 公務員勞工及就業委員會（英语：Public Service Labour Relations and Employment Board）
  - 保護公務員披露審裁處（英语：Public Servants Disclosure Protection Act）
  - 加拿大公務員委員會（英语：Public Service Commission of Canada）
  - 加拿大郵政
- 加拿大交通部 -- 交通部長
- 加拿大退伍軍人部 -- 加拿大退伍軍人部長（英语：Minister of Veterans Affairs (Canada)）

### 獨立機構及其輔屬小組
- 加拿大國會
  - 加拿大選舉管理局（英语：Elections Canada）
  - 加拿大核數總長（英语：Auditor General of Canada）辦公室
  - 議員利益衝突及操守專員（英语：Ethics Commissioner (Canada)）辦公室
  - 加拿大公開資料申訢專員（英语：Information Commissioner of Canada）辦公室
  - 個人私隱專員辦公室（英语：Privacy Commissioner）
  - 保安情報檢討委員會（英语：Security Intelligence Review Committee）
- 加拿大銀行
- 加拿大商業發展銀行（英语：Business Development Bank of Canada）
- 加拿大稅務局 -- 國家稅務部長（英语：Minister of National Revenue (Canada)）
- 加拿大牛奶業委員會（英语：Canadian Dairy Commission）
- 加拿大環境評估署（英语：Canadian Environmental Assessment Agency）
- 加拿大食品檢驗局
  - 加拿大榖物管理委員會（英语：Canadian Grain Commission）
- 加拿大人權委員會（英语：Canadian Human Rights Commission）
- 加拿大聯邦跨政府研討會秘書處（英语：Canadian Intergovernmental Conference Secretariat）
- 加拿大核安全管理委員會（英语：Canadian Nuclear Safety Commission）
- 加拿大廣播電視及通訊委員會
- 加拿大運輸規管審裁處（英语：Canadian Transportation Agency）
- 加拿大版權委員會（英语：Copyright Board of Canada）
- 加拿大金融消費者保障署（英语：Financial Consumer Agency of Canada）
- 加拿大財富交易及分析中心（英语：Financial Transactions and Reports Analysis Centre of Canada）
- 加拿大國家研究局（英语：National Research Council (Canada)）
- 自然科學及工程研究局（英语：Natural Sciences and Engineering Research Council）
- 加拿大國家電影委員會
- 加拿大公園管理局
- 加拿大護照署
- 加拿大社會及人文科學研究局（英语：Social Sciences and Humanities Research Council of Canada）
- 加拿大統計局